# Kivșuvata, Tarașcea
Kivșuvata (în ucraineană Ківшувата) este localitatea de reședință a comunei Kivșuvata din raionul Tarașcea, regiunea Kiev, Ucraina.

## Demografie
Componența lingvistică a localității Kivșuvata
     Ucraineană (97,38%)
     Rusă (1,5%)
     Alte limbi (0,29%)
Conform recensământului din 2001, majoritatea populației localității Kivșuvata era vorbitoare de ucraineană (97,38%), existând în minoritate și vorbitori de rusă (1,5%).